# Forêt rare du Lac-Morin
La forêt rare du Lac-Morin est un écosystème forestier exceptionnel du Québec (Canada) située dans la municipalité de Saint-Joseph-de-Kamouraska. 
Cette forêt de 37,6 hectares a pour mission de protéger une pinède à pin gris. Les véritables peuplements de pin gris sont rarissime au Bas-Saint-Laurent dû au climat plus humide et aux feux de forêt moins fréquents. 

## Histoire
Le site a été désigné écosystème forestier exceptionnel en 2007.

## Toponymie
La forêt rare du Lac-Morin reprends le toponyme du lac Morin qui se trouve à proximité. L'origine du nom du lac est quant à elle inconnue auprès de la Commission de toponymie.

## Flore
Le couvert forestier est composé de deux peuplements contigus de pins gris. Le pin gris atteint environ 21 mètres de hauteur et ne dépasse guère les 30 centimètres de diamètres.
Le couvert forestier est complété par la présence d'épinette noire, de pin rouge, de sapin baumier, d'érable rouge et d'aulne rugueux. Le couvert forestier pourrait être dominée par l'épinette noire si un feu ne survient pas dans le prochain siècle. 
Dans le sous-bois, on retrouve notamment le bleuet à feuilles étroites, le bleuet sauvage, le kalmia à feuilles étroites, la fougère-aigle, le quatre-temps, la clintonie boréale ainsi que la trientale boréale. Le sol est également couvert d'un tapis de différentes mousses, dont la pleurozie dorée.